# Croix hosannière de Verrières
La croix hosannière de Verrières est une croix située à Verrières, en France.

## Localisation
La croix est située dans le département français de la Charente, sur la commune de Verrières, au sud de l'église, dans l'ancien cimetière.

## Historique
Elle est inscrite au titre des monuments historiques le 26 mai 1986.